# Hispastathes
Hispastathes is een kevergeslacht uit de familie van de boktorren (Cerambycidae). De wetenschappelijke naam van het geslacht werd voor het eerst geldig gepubliceerd in 1956 door Breuning.

## Soorten
Hispastathes omvat de volgende soorten:
- Hispastathes ferruginea (Aurivillius, 1927)
- Hispastathes hispoides (Aurivillius, 1911)